# Woronów (obwód iwanofrankiwski)
Woronów (ukr. Воронів) – wieś na Ukrainie, w  obwodzie iwanofrankiwskim, w rejonie horodeńskim.